# Выстрел (роман)
«Вы́стрел» — повесть (или роман) Анатолия Рыбакова 1975 года, третья и последняя книга трилогии «Кортик» — «Бронзовая птица» — «Выстрел». Эпизодический персонаж Саша Панкратов связывает повесть с еще не опубликованными тогда «Детьми Арбата» (где так зовут главного героя). Многие события романа происходят в доме № 51 по улице Арбат, где в юности жил сам Рыбаков и с которым также связано действие «Детей Арбата».
Книга переведена на множество языков.
Исторический фон книги — первые годы Советской республики, наступил нэп. Повзрослевшие главные герои вступают во взрослую жизнь в «новых экономических условиях». Раскрытие Мишей Поляковым убийства инженера Зимина позволяет снять обвинения с невинного человека.

## Дополнительная информация
В 2013 году роман включён в список «100 книг», рекомендованных школьникам Министерством образования и науки Российской Федерации для самостоятельного чтения.

## Экранизации
- Последнее лето детства (1974) — фильм режиссёра Валерия Рубинчика.